# Assedio di Otate
L'assedio di Otate (御館の乱?, Otate no ran) del 1578 avvenne in seguito della morte improvvisa di Uesugi Kenshin, uno dei più grandi daimyō del periodo Sengoku. Kenshin chiese che l'eredità fosse divisa tra suo figlio adottivo Uesugi Kagetora e suo nipote Uesugi Kagekatsu
Quando Kenshin morì, la diffidenza e l'ambizione reciproca divisero rapidamente i due uomini, formando due fazioni separate, una con Kagekatsu al castello di Kasugayama e l'altra con Kagetora a quello di Otate. Kagekatsu riuscì ad ottenere l'appoggio di alcuni dei più grandi generali di Echigo (tra cui Amakasu Kagemochi e Suibara Takaie).
Il 17 marzo 1578 Uesugi Kagekatsu guidò le sue forze al castello di Otate del cugino. Un tentativo degli Hōjō di correre in aiuto del loro parente fallì, Kagetora cercò di fuggire verso il castello di Odawara ma fu tradito e commise seppuku.
Così Kagekatsu divenne il successore di Kenshin.